# Referendum in Spagna del 1947
Il referendum sulla Legge di Successione in Spagna del 1947 si svolse il 6 luglio nella Spagna franchista per confermare la cosiddetta Legge di successione alla guida dello Stato (Ley de Sucesión en la Jefatura del Estado), approvata dalle Cortes il 7 giugno. Fu di fatto un plebiscito sulla forma istituzionale dello Stato. 
La proposta aveva lo scopo di provvedere alla restaurazione della monarchia in Spagna, abolita il 14 aprile 1931 e non ancora integralmente ripristinata nonostante la vittoria nazionalista nella guerra civile spagnola nel 1939. La legge nominava Francisco Franco quale Capo di Stato a vita o fino alle sue dimissioni, ma gli garantiva anche il potere di nominare il suo successore come Re o Reggente del Regno e quindi ristabilì formalmente un nuovo Regno di Spagna.
Secondo quanto riferito, la Legge di Successione fu approvata dal 95,1% dei voti validi su un'affluenza dell'88,6%.

## La successione

### Il Manifesto di Losanna
Il 19 marzo 1945, l'infante Juan, conte di Barcellona, figlio dell'ultimo re Alfonso XIII, pubblicò il "Manifesto di Losanna" (dove la famiglia reale spagnola in esilio si era trasferita nel 1942) in cui criticò duramente la dittatura franchista e offrì al popolo spagnolo la possibilità di restaurare una monarchia costituzionale come alternativa moderata, rifiutando il regime ispirato ai sistemi totalitari tedesco e italiano che erano, in quel momento, prossimi alla sconfitta. Promise, in caso di ritorno alla monarchia, l'approvazione di una nuova Costituzione, il riconoscimento dei diritti umani, la garanzia delle libertà pubbliche, l'istituzione di un'assemblea legislativa democratica, il riconoscimento della diversità del paese, l'amnistia dei prigionieri politici e una più equa distribuzione della ricchezza. È per questa ragione che Franco esitò a designare Don Juan come suo possibile successore.

### Il Manifesto di Estoril
Il 31 marzo 1947, il sottosegretario alla Presidenza Luis Carrero Blanco, inviato di Franco e curatore della Legge di Successione, informò l'Infante Juan che, con l'approvazione della Legge, sarebbe stato Franco a nominare il monarca del paese "quando lo riterrà opportuno". Disse anche all'Infante Juan che avrebbe potuto essere "Re di Spagna, ma della Spagna del Movimiento Nacional, che è cattolico, anticomunista e antiliberale". Il 7 aprile 1947, in risposta, l'Infante Juan pubblicò un altro manifesto da Estoril, in Portogallo, in cui denunciava l'illegalità della Legge di Successione preparata dal franchismo, poiché si proponeva di alterare la natura della monarchia senza consultare l'erede al trono.

## Quesito
La domanda posta era:

## Il referendum

### Il voto e le conseguenze
Il 6 luglio 1947 si tenne il referendum sulla Legge di Successione preparata dal regime, in cui, secondo i risultati ufficiali, l'elettorato spagnolo era composto da 16.187.992 elettori. Di questi, votarono 14.454.426, di cui 12.628.983 (89,86% degli elettori) votarono a favore e 643.501 contro la proposta.
Dal 26 luglio 1947, con la promulgazione della Legge di Successione, Franco svolse ufficialmente la funzione di Capo dello Stato del restaurato Regno di Spagna, il cui trono era vacante e che pertanto avrebbe dovuto rimanere tale almeno fino al verificarsi di quello che in seguito fu chiamato "evento di successione", eufemismo per indicare la morte del dittatore.
Il 25 agosto 1948, Franco organizzò un incontro con Don Juan, sul suo panfilo per le vacanze El Azor, nel Golfo di Biscaglia. Lì concordarono che il figlio decenne dell'Infante e nipote dell'ultimo re, Juan Carlos, nato in esilio a Roma nel 1938, avrebbe cambiato residenza e completato la sua istruzione in Spagna, insieme a suo fratello Alfonso, con la promessa che "il giornale monarchico ABC avrebbe potuto informare liberamente e che le restrizioni delle attività monarchiche sarebbero state revocate". Il 9 novembre 1948, il principe Juan Carlos fu ricevuto da Franco a Madrid, nella sua residenza nel Palazzo Reale di El Pardo, dove lo informò che la sua istruzione sarebbe stata, d'ora in avanti, affidata a un gruppo di professori fermamente fedeli al Movimiento Nacional.
Come rivelato dai documenti declassificati dal Dipartimento di Stato degli Stati Uniti, a causa di un incidente, avvenuto il 24 dicembre 1961, durante una battuta di caccia nelle foreste di El Pardo, Franco iniziò a valutare il suo possibile successore. Come indicò il rapporto della corte reale greca all'ambasciatore statunitense in Grecia: "in seguito a un incidente di caccia siamo informati che si sta progettando di presentare la questione della successione reale alle Cortes a febbraio. Non ha divulgato se raccomanderà il conte di Barcellona o suo figlio, Juan Carlos"; conforme a quanto indicato dall'ambasciatore spagnolo Juan Ignacio Luca de Tena. Infine, il 22 luglio 1969, Franco designò definitivamente Juan Carlos (saltando l'ordine naturale di successione in base alla Legge di Successione del 1947, secondo la quale sarebbe stato Franco a nominare il monarca del Regno) come suo successore alla guida dello Stato, con il titolo di "Principe di Spagna". Fu proclamato successore di Franco dalle Cortes lo stesso giorno, quando Juan Carlos prestò giuramento di "fedeltà ai principi del Movimento Nazionale e ad altre Leggi Fondamentali del Regno".

## Risultati
| Preferenza                     | Voti       | %     |
| ------------------------------ | ---------- | ----- |
| Sì                             | 14 145 163 | 95,14 |
| No                             | 722,656    | 4,86  |
| Schede bianche/nulle           | 351 744    | 2,31  |
| Totale                         | 15 219 563 | 100   |
| Elettori registrati/affluenza  | 17 178 812 | 88,59 |
| Fonte: Nohlen e Stöver (2010). |            |       |